# Julius Middelthun
Julius Middelthun (Kongsberg, 1820. július 3. – Christiania, 1886. május 5.) norvég szobrász.

## Életútja
Apja érmevésőként dolgozott. Julius fiatal korában aranyművesnek tanult, mielőtt Koppenhágába költözött volna, hogy Herman Wilhelm Bissennel tanuljon. Itt tíz évet töltött, majd nyolc évre Rómába költözött, melyet követően visszatért Norvégiába. Leginkább az általa készített portréiról vált híressé. Middelthun a Királyi Művészeti és TervezőIskolában tanított, egyik leghíresebb tanítványa Edvard Munch. 

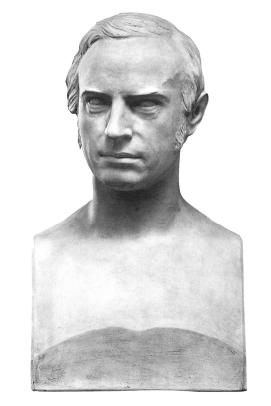
Johan Sebastian Welhaven mellszobra (Julius Middelthun alkotása, 1867)

## Munkái
- Henrik Wergeland mellszobra, Christiania c. 1860
- Johan Sebastian Welhaven mellszobra, 1867`
- Halfdan Kjerulf bronz mellszobra, Christiania, 1860 után
- Anton Martin Schweigaard szobra 1883
- Jakob Aall mellszobra, National Gallery

## Fordítás
- Ez a szócikk részben vagy egészben  a   Julius Middelthun című angol Wikipédia-szócikk ezen változatának fordításán alapul.  Az eredeti cikk szerkesztőit annak laptörténete sorolja fel. Ez a jelzés csupán a megfogalmazás eredetét és a szerzői jogokat jelzi, nem szolgál a cikkben szereplő információk forrásmegjelöléseként.